# (10914) Tucker
(10914) Tucker ist ein Asteroid des Hauptgürtels, der am 31. Dezember 1997 vom italo-amerikanischen Astronomen Paul G. Comba an seinem privaten  Prescott-Observatorium (Sternwarten-Code 684) in Arizona entdeckt wurde.
Der Asteroid wurde am 23. November 1999 nach dem US-amerikanischen Astronomen Roy Tucker (1951–2021) benannt, der Eigentümer und Hauptbeobachter des Goodricke-Pigott-Observatoriums im südlichen Arizona war.
Der Himmelskörper gehört zur Themis-Familie, einer Gruppe von Asteroiden, die nach (24) Themis benannt wurde.